# Circonscription électorale de Kanagawa
La circonscription électorale de Kanagawa (神奈川県選挙区, Kanagawa-ken senkyo-ku) est une subdivision électorale de la Chambre des conseillers du Japon, représentant la préfecture de Kanagawa. Huit conseillers y sont élus selon la méthode du vote unique non transférable.

## Conseillers
| Série 1                           | Série 1                                       | Série 1                         | Série 1                         | Série 1                                      | Série 1                              | Série 1                     | Série 1                 | Élection                     | Série 2                          | Série 2                          | Série 2                         | Série 2                         | Série 2 | Série 2 | Série 2 | Série 2 |
| 1er (1947 : 1er, mandat de 6 ans) | 1er (1947 : 1er, mandat de 6 ans)             | 2e (1947 : 2e, mandat de 6 ans) | 2e (1947 : 2e, mandat de 6 ans) | 3e                                           | 3e                                   | 4e                          | 4e                      | Élection                     | 1er (1947 : 3e, mandat de 6 ans) | 1er (1947 : 3e, mandat de 6 ans) | 2e (1947 : 4e, mandat de 3 ans) | 2e (1947 : 4e, mandat de 3 ans) | 3e      | 3e      | 4e      | 4e      |
| --------------------------------- | --------------------------------------------- | ------------------------------- | ------------------------------- | -------------------------------------------- | ------------------------------------ | --------------------------- | ----------------------- | ---------------------------- | -------------------------------- | -------------------------------- | ------------------------------- | ------------------------------- | ------- | ------- | ------- | ------- |
|                                   | Jirō Miki (ja) (PSJ)                          |                                 | Seiichi Ogushi (ja) (PLJ)       | –                                            | –                                    | –                           | –                       | 1947                         |                                  | Ken'ichi Suzuki (ja) (PNC)       |                                 | Kenji Ōsumi (ja) (PLJ)          | –       | –       | –       | –       |
| 1950                              | Jirō Miki (ja) (PSJ)                          |                                 | Seiichi Ogushi (ja) (PLJ)       | –                                            | –                                    | –                           | –                       | Eki Sone (ja) (PSJ)          |                                  | Kōsaku Ishimura (ja) (PL)        |                                 |                                 | –       | –       | –       | –       |
|                                   | Jirō Miki (PSJ de droite)                     |                                 | Kenzō Kōno (ja) (Ind.)          | –                                            | –                                    | –                           | –                       | Eki Sone (ja) (PSJ)          | 1953                             | Kōsaku Ishimura (ja) (PL)        |                                 |                                 | –       | –       | –       | –       |
| 1956                              | Jirō Miki (PSJ de droite)                     |                                 | Kenzō Kōno (ja) (Ind.)          | –                                            | –                                    | –                           | –                       | Eki Sone (ja) (PSJ)          | Shigeaki Aizawa (ja) (PSJ)       |                                  |                                 |                                 | –       | –       | –       | –       |
|                                   | Kenzō Kōno (PLD)                              |                                 | Matsue Tagami (ja) (PSJ)        | –                                            | –                                    | –                           | –                       | Eki Sone (ja) (PSJ)          | Shigeaki Aizawa (ja) (PSJ)       | 1959                             |                                 |                                 | –       | –       | –       | –       |
| 1962                              | Kenzō Kōno (PLD)                              |                                 | Matsue Tagami (ja) (PSJ)        | –                                            | –                                    | –                           | –                       | Eki Sone (PDS)               | Shigeaki Aizawa (ja) (PSJ)       |                                  |                                 |                                 | –       | –       | –       | –       |
|                                   | Saburō Oka (ja) (PSJ)                         |                                 | Kenzō Kōno (PLD)                | –                                            | –                                    | –                           | –                       | Eki Sone (PDS)               | Shigeaki Aizawa (ja) (PSJ)       | 1965                             |                                 |                                 | –       | –       | –       | –       |
| ,1967                             | Saburō Oka (ja) (PSJ)                         |                                 | Kenzō Kōno (PLD)                | –                                            | –                                    | –                           | –                       | Ichirō Satō (ja) (PLD)       | Shigeaki Aizawa (ja) (PSJ)       |                                  |                                 |                                 | –       | –       | –       | –       |
| 1968                              | Saburō Oka (ja) (PSJ)                         | Shirō Takeda (ja) (PSJ)         | Kenzō Kōno (PLD)                | –                                            | –                                    | –                           | –                       | Ichirō Satō (ja) (PLD)       |                                  |                                  |                                 |                                 | –       | –       | –       | –       |
|                                   | Kenzō Kōno (PLD)                              | Shirō Takeda (ja) (PSJ)         |                                 | –                                            | –                                    | –                           | –                       | Ichirō Satō (ja) (PLD)       | Katsuji Kataoka (ja) (PSJ)       | 1971                             |                                 |                                 | –       | –       | –       | –       |
| 1974                              | Kenzō Kōno (PLD)                              |                                 | Shirō Takeda (PSJ)              | –                                            | –                                    | –                           | –                       |                              | Katsuji Kataoka (ja) (PSJ)       | Akira Hatano (ja) (PLD)          |                                 |                                 | –       | –       | –       | –       |
|                                   | Kenzō Kōno (Ind.)                             | 1977                            | Shirō Takeda (PSJ)              | –                                            | –                                    | –                           | –                       |                              | Katsuji Kataoka (ja) (PSJ)       | Akira Hatano (ja) (PLD)          |                                 |                                 | –       | –       | –       | –       |
| 1980                              | Kenzō Kōno (Ind.)                             |                                 | Akira Hatano (PLD)              | –                                            | –                                    | –                           | –                       |                              | Katsuji Kataoka (ja) (PSJ)       | Shirō Takeda (PSJ)               |                                 |                                 | –       | –       | –       | –       |
|                                   | Shingo Hattori (ja) (Kōmeitō)                 |                                 | Akira Hatano (PLD)              | –                                            | –                                    | –                           | –                       | Tsuneo Sugimoto (ja) (PLD)   | 1983                             | Shirō Takeda (PSJ)               |                                 |                                 | –       | –       | –       | –       |
| 1986                              | Shingo Hattori (ja) (Kōmeitō)                 | Fumio Saitō (ja) (PLD)          | Keiko Chiba (PSJ)               | –                                            | –                                    | –                           | –                       | Tsuneo Sugimoto (ja) (PLD)   |                                  |                                  |                                 |                                 | –       | –       | –       | –       |
|                                   | Ken'ichirō Satō (ja) (PLD)                    | Fumio Saitō (ja) (PLD)          | Keiko Chiba (PSJ)               | –                                            | –                                    | –                           | –                       | Tsuneo Sugimoto (ja) (PLD)   | 1987,                            |                                  |                                 |                                 | –       | –       | –       | –       |
|                                   | Tadashi Kobayashi (ja) (PSJ)                  | Fumio Saitō (ja) (PLD)          | Keiko Chiba (PSJ)               | –                                            | –                                    | –                           | –                       | Kiyoharu Ishiwata (ja) (PLD) | 1989                             |                                  |                                 |                                 | –       | –       | –       | –       |
| 1992                              | Tadashi Kobayashi (ja) (PSJ)                  | Fumio Saitō (ja) (PLD)          | Keiko Chiba (PSJ)               | –                                            | –                                    | –                           | –                       | Kiyoharu Ishiwata (ja) (PLD) |                                  |                                  |                                 |                                 | –       | –       | –       | –       |
|                                   | Akira Matsu (Shinshintō)                      | Fumio Saitō (ja) (PLD)          | Keiko Chiba (PSJ)               |                                              | Tsuyoshi Saitō (ja) (PSJ)            | –                           | –                       | Kiyoharu Ishiwata (ja) (PLD) | 1995                             |                                  |                                 |                                 | –       | –       | –       | –       |
| 1998                              | Akira Matsu (Shinshintō)                      |                                 | Keiichirō Asao (ja) (PDJ)       |                                              | Tsuyoshi Saitō (ja) (PSJ)            | –                           | –                       | Kiyoharu Ishiwata (ja) (PLD) | Kimie Hatano (PCJ)               |                                  | Keiko Chiba (PDJ)               |                                 |         |         | –       | –       |
|                                   | Yutaka Kobayashi (ja) (PLD)                   |                                 | Keiichirō Asao (ja) (PDJ)       | Akira Matsu (Kōmeitō)                        |                                      | –                           | –                       | Tsuyoshi Saitō (PDJ)         | Kimie Hatano (PCJ)               | 2001                             | Keiko Chiba (PDJ)               |                                 |         |         | –       | –       |
| 2004                              | Yutaka Kobayashi (ja) (PLD)                   |                                 | Akio Koizumi (ja) (PLD)         | Akira Matsu (Kōmeitō)                        |                                      | –                           | –                       | Tsuyoshi Saitō (PDJ)         | Keiichirō Asao (PDJ)             |                                  | Keiko Chiba (PDJ)               |                                 |         |         | –       | –       |
|                                   | Yutaka Kobayashi (ja) (PLD)                   | Yoriko Kawaguchi (PLD)          | Akio Koizumi (ja) (PLD)         | Akira Matsu (Kōmeitō)                        | 2005,                                | –                           | –                       |                              | Keiichirō Asao (PDJ)             |                                  | Keiko Chiba (PDJ)               |                                 |         |         | –       | –       |
|                                   | Hiroe Makiyama (PDJ)                          |                                 | Akio Koizumi (ja) (PLD)         | Yutaka Kobayashi (PLD)                       |                                      | –                           | –                       | Masashi Mito (ja) (PDJ)      | Keiichirō Asao (PDJ)             | 2007                             | Keiko Chiba (PDJ)               |                                 |         |         | –       | –       |
|                                   | Hiroe Makiyama (PDJ)                          | Akira Matsu (Kōmeitō)           | Akio Koizumi (ja) (PLD)         | 2007                                         |                                      | –                           | –                       | Masashi Mito (ja) (PDJ)      | Keiichirō Asao (PDJ)             |                                  | Keiko Chiba (PDJ)               |                                 |         |         | –       | –       |
| ,2009                             | Hiroe Makiyama (PDJ)                          | Akira Matsu (Kōmeitō)           | Akio Koizumi (ja) (PLD)         | Yōichi Kaneko (ja) (PDJ)                     |                                      | –                           | –                       | Masashi Mito (ja) (PDJ)      |                                  |                                  | Keiko Chiba (PDJ)               |                                 |         |         | –       | –       |
| 2010                              | Hiroe Makiyama (PDJ)                          | Akira Matsu (Kōmeitō)           | Akio Koizumi (ja) (PLD)         |                                              | Kenji Nakanishi (ja) (Parti de tous) | –                           | –                       | Masashi Mito (ja) (PDJ)      | Yōichi Kaneko (PDJ)              |                                  |                                 |                                 |         |         | –       | –       |
|                                   | Dai Shimamura (PLD)                           |                                 | Akio Koizumi (ja) (PLD)         | Shigefumi Matsuzawa (Parti de tous)          | Kenji Nakanishi (ja) (Parti de tous) |                             | Sayaka Sasaki (Kōmeitō) |                              | Yōichi Kaneko (PDJ)              | Hiroe Makiyama (PDJ)             | 2013                            |                                 |         |         | –       | –       |
| 2016                              | Dai Shimamura (PLD)                           | Junko Mihara (PLD)              |                                 | Shigefumi Matsuzawa (Parti de tous)          | Nobuhiro Miura (ja) (Kōmeitō)        |                             | Sayaka Sasaki (Kōmeitō) | Yūichi Mayama (ja) (PDP)     |                                  | Hiroe Makiyama (PDJ)             | Kenji Nakanishi (Ind.)          |                                 |         |         |         |         |
|                                   | Dai Shimamura (PLD)                           | Junko Mihara (PLD)              | Hiroe Makiyama (PDC)            |                                              | Nobuhiro Miura (ja) (Kōmeitō)        | Shigefumi Matsuzawa (Ishin) | Sayaka Sasaki (Kōmeitō) | Yūichi Mayama (ja) (PDP)     | 2019                             |                                  | Kenji Nakanishi (Ind.)          |                                 |         |         |         |         |
|                                   | Dai Shimamura (PLD)                           | Junko Mihara (PLD)              | Hiroe Makiyama (PDC)            | Siège vacant (8 août 2021 - 10 juillet 2022) | Nobuhiro Miura (ja) (Kōmeitō)        |                             | Sayaka Sasaki (Kōmeitō) | Yūichi Mayama (ja) (PDP)     | 2019                             |                                  | Kenji Nakanishi (Ind.)          |                                 |         |         |         |         |
|                                   | Dai Shimamura (PLD)                           | Junko Mihara (PLD)              | Hiroe Makiyama (PDC)            | Motoko Mizuno (PDC)                          | ,2022                                |                             | Sayaka Sasaki (Kōmeitō) | Shigefumi Matsuzawa (Ishin)  |                                  | Nobuhiro Miura (Kōmeitō)         |                                 | Keiichirō Asao (PLD)            |         |         |         |         |
|                                   | Siège vacant (30 août 2023 - 20 juillet 2025) | Junko Mihara (PLD)              | Hiroe Makiyama (PDC)            | Motoko Mizuno (PDC)                          | ,2022                                |                             | Sayaka Sasaki (Kōmeitō) | Shigefumi Matsuzawa (Ishin)  |                                  | Nobuhiro Miura (Kōmeitō)         |                                 | Keiichirō Asao (PLD)            |         |         |         |         |
|                                   | Hiroe Makiyama (PDC)                          | Junko Mihara (PLD)              |                                 | Akihiro Kagoshima (PDP)                      |                                      | Masaaki Waki (ja) (PLD)     |                         | Shigefumi Matsuzawa (Ishin)  | Hiroki Hajikano (ja) (Sanseitō)  | Nobuhiro Miura (Kōmeitō)         | 2025                            | Keiichirō Asao (PLD)            |         |         |         |         |